# Николич, Неманья (футболист, 1992)
Нема́нья Ни́колич (серб. Немања Николић, Nemanja Nikolić; 19 октября 1992, Кралево, СРЮ) — сербский футболист, нападающий.

## Карьера
Свою профессиональную карьеру Неманья начал в черногорском клубе «Грбаль», за который выступал на протяжении двух сезонов. 7 февраля 2013 года прибыл на просмотр в клуб «Ростов». В товарищеском матче между «Ростовом» и чешской «Дуклой», проходившем 11 февраля, отметился забитым мячом. 26 февраля заключил с командой контракт на три года.
По состоянию на конец 2015 года за «Ростов» провёл три матча в чемпионате России. Во всех матчах выходил на замену во втором тайме — на 88-й, 82-й и 55-й минутах. Сыграл два матча в Кубке России — 2 сентября 2014 в гостевом матче 1/16 финала розыгрыша 2014/15 против ФК «Сызрань-2003» (0:3) вышел на 84-й минуте; 24 сентября 2015 в гостевом матче 1/16 финала розыгрыша 2015/16 против ФК «Тосно» (0:1), который клуб фактически проводил дублирующим составом, провёл все 120 минут. За молодёжную команду «Ростова» провёл 54 матча, забил 27 мячей, лучший бомбардир молодёжного первенства в сезоне-2014/15 (15 мячей). В 2016 году провёл 5 матчей в за ФК «Актобе» в чемпионате Казахстана. В 2021 году перешел в костанайский «Тобол».